# Liste der Baudenkmäler in Regensburg-Großprüfening-Dechbetten-Königswiesen
Auf dieser Seite sind die Baudenkmäler in der Oberpfälzer Bezirkshauptstadt Regensburg zusammengestellt. Diese Tabelle ist eine Teilliste der Liste der Baudenkmäler in Bayern. Grundlage ist die Bayerische Denkmalliste, die auf Basis des Bayerischen Denkmalschutzgesetzes vom 1. Oktober 1973 erstmals erstellt wurde und seither durch das Bayerische Landesamt für Denkmalpflege geführt wird. Die folgenden Angaben ersetzen nicht die rechtsverbindliche Auskunft der Denkmalschutzbehörde.

## Baudenkmäler
| Lage                                                                               | Objekt                                                                | Beschreibung | Akten-Nr.       | Bild                                                                  |
| ---------------------------------------------------------------------------------- | --------------------------------------------------------------------- | --- | --------------- | --------------------------------------------------------------------- |
| An der Brunnstube (Standort)                                                       | Brunnstube, anstelle eines älteren Brunnenhauses von 1549/50          | Kreuzgratgewölbter Raum mit Marmorbänken, Marmortisch, Wassergalerie und Inschrifttafeln, Quadermauerwerk, 1650 | D-3-62-000-136  | Brunnstube, anstelle eines älteren Brunnenhauses von 1549/50          |
| An der Brunnstube 13 (Standort)                                                    | Villa                                                                 | Eingeschossiger und gestelzter Krüppelwalmdachbau mit Fußwalm, Zwerchhaus, Schweifgiebel und Bundwerkkonstruktion, um 1900 | D-3-62-000-137  | Villa                                                                 |
| Annagasse 5 (Standort)                                                             | Wohnhaus                                                              | Zweigeschossiger und giebelständiger Satteldachbau, wohl 18. Jahrhundert, mit figurgeschmücktem Lichterker, gotisch | D-3-62-000-158  | Wohnhaus                                                              |
| Bei der Schanze 7 (Standort)                                                       | Wohnhaus                                                              | Zweigeschossiger Walmdachbau, 1702/03, 1988 Erdgeschoss teilweise entkernt; Wohnhaus des Malers Johann Gebhard | D-3-62-000-215  | Wohnhaus                                                              |
| Dechbetten 18 (Standort)                                                           | Mariensäule                                                           | Figur der Muttergottes mit Kind auf Kompositsäule über profiliertem Sockel, barock, 1708 | D-3-62-000-270  | Mariensäule                                                           |
| Dechbettener Brücke 2 (an der Kirchmeierstraße) (Standort)                         | Wegkreuz (sogenanntes Ledermann-Wegkreuz)                             | Kruzifixus (Abguss) auf ionisierender Säule und gestuftem Inschriftsockel, Sandstein, bezeichnet mit „1749“ | D-3-62-000-640  | Wegkreuz (sogenanntes Ledermann-Wegkreuz)                             |
| Friedrich-Ebert-Straße 2, 46 (Standort)                                            | Figur des heiligen Johannes Nepomuk                                   | Sandstein, barock, 18. Jahrhundert, auf moderner Säule, vom ehemaligen Gut Königswiesen transferiert | D-3-62-000-440  | Figur des heiligen Johannes Nepomuk                                   |
| Großprüfening 21 (Standort)                                                        | Gasthaus Goldener Hirsch                                              | Zweigeschossiger Walmdachbau in Ecklage, Portal mit Wappen des Klosters Prüfening, Ende 18. Jahrhundert | D-3-62-000-513  | Gasthaus Goldener Hirsch                                              |
| Großprüfening 25 (Standort)                                                        | Wohnhaus                                                              | Zweigeschossiger und traufständiger Satteldachbau, 17./18. Jahrhundert | D-3-62-000-514  | Wohnhaus                                                              |
| Großprüfening 33 (Standort)                                                        | Katholische Filialkirche St. Anna                                     | Giebelständiger und polygonal schließender Saalbau mit abgewalmtem Satteldach, spätgotisch, 1487/88, nach schweren Bombenschäden 1945 Wiederaufbau bis 1962; mit Ausstattung | D-3-62-000-515  | weitere Bilder                                                        |
| Kirchmeierstraße (Standort)                                                        | Burgfriedensäule Nr. 4 der Freien Reichsstadt Regensburg              | Pfeiler mit drei Wappen und Zeltdach, Sandstein, wohl 17./18. Jahrhundert | D-3-62-000-1739 | BW                                                                    |
| Königswiesener Parkweg (Standort)                                                  | Gruftkapelle der Familien Boutteville und Zuylen van Nyefelt          | Satteldachbau mit Giebelaufsätzen, neugotisch, 19. Jahrhundert Denkmal für die Reichsgrafen Jenison-Walworth, vierseitiger Inschriftstein mit Eckstreben, Sandstein, neugotisch, um 1860/70 | D-3-62-000-643  | Gruftkapelle der Familien Boutteville und Zuylen van Nyefelt          |
| Neyweg 2 (Standort)                                                                | Katholische Filial- und Wallfahrtskirche Mariä Himmelfahrt            | Saalbau mit eingezogenem Chor, Nordturm mit Welscher Haube, Giebelfassade mit figürlichem Portal, Wandgliederungen, spätbarock, im Kern mittelalterlich, 1722–25 grundlegend umgebaut; mit Ausstattung Friedhofsmauer mit Portal, Renaissance, 1628 Epitaphien der Prüfeninger Malerfamilie Gebhard, 18. Jahrhundert | D-3-62-000-807  | weitere Bilder                                                        |
| Prüfeninger Schloßstraße (Standort)                                                | Bildstock                                                             | Säule mit Reliefaufsatz der Kreuzigungsgruppe, Sandstein, spätbarock, 18. Jahrhundert | D-3-62-000-944  | Bildstock                                                             |
| Prüfeninger Schloßstraße 71, 73, 73 b, 73 c, 73 d, 73 e, 73 f, 75, 75 a (Standort) | Ehemalige Benediktinerabtei St. Georg, seit 1803 Schloss Prüfening    | Katholische Pfarr- und ehemalige Benediktinerabteikirche St. Georg, dreischiffige Pfeilerbasilika mit drei Chören, zwei Osttürmen, östlichem Querhaus romanisch, 1109–1130, Vorhalle und Fassade mit Schweifgiebel, Säulenportal, Wappen und Werksteingliederungen in Kalkstein, spätbarock, 1718, Anbau der spätgotischen Michaelskapelle Ende 15. Jahrhundert, Erneuerung des mittleren Chorhauptes, nachgotisch, um 1609; mit Ausstattung Ehemaliger Konventbau und Abteistock, ab 1803 Schloss, seit 2002 Montessorischule, dreigeschossige Dreiflügelanlage mit Walmdächern, Mittelrisalit mit Durchfahrt, Resten des Kreuzgangs und Parkportal mit Dreiecksgiebel, Konventbau im Kern erste Hälfte 17. Jahrhundert, Abteistock 1663 Ehemaliger Astronomischer Turm, dreigeschossiger Halbwalmdachbau mit Dachterrasse und achteckigem Observatoriumsturm, 1624 mit späteren Umbauten, Turm 1790, über einem Teil des älteren Konventgebäudes errichtet, mit Wandbrunnen, Renaissance, bezeichnet mit „1616“ Ehemalige Personalpfarrkirche St. Andreas, einschiffige Chorturmkirche mit eingezogener Apsis, 1125 geweiht, 1803 bis ca. 1976 profaniert, Apsis 1955 rekonstruiert Stadel, eingeschossiger Satteldachbau, Bruchstein, 18. Jahrhundert, unter Verwendung älterer Architekturteile Brunnenhaus, Satteldachbau mit unterirdischen Querstollen und Leitungen, Quadermauerwerk mit Eckpilastern und Rundbogenfriesen, 12. Jahrhundert Ergänzungsbau zum Brunnenhaus, eingeschossiger Zeltdachbau, 19. Jahrhundert Ehemaliger Alter Pfarrhof, zweigeschossiger und traufständiger Satteldachbau mit Krüppelwalm und Eingangsrisalit, 18. Jahrhundert Ehemalige Stallung und Ökonomie, zweiteiliger und zweigeschossiger, gestelzter Walmdachbau mit Aufzugsgiebeln und Toreinfahrt, Werksteingliederungen, 17./18. Jahrhundert Park- und Gartenanlage, teilweise als englischer Park angelegt, 18./19. Jahrhundert, mit Klostermauern, Bruchstein, barock, 17./18. Jahrhundert und 19. Jahrhundert, mit älteren Spolien, Einfahrt mit Allee und gemauerten Pfeilern und Sphyngen, Kalkstein, klassizistisch, um 1805, wohl nach Entwürfen von Emanuel Joseph von Heriygoyen Gartentempel, viersäuliger dorischer Prostylos mit quergelagerter Cella und Freitreppe, klassizistisch, um 1805 wohl von Emanuel Joseph von Heriygoyen, restauriert um 1900 durch Max Schultze Ehemaliges Gartenhaus, sogenannter Kavaliersbau, zweigeschossiger Walmdachbau mit Schweifgiebel, Vortreppe und Putzgliederungen, erste Hälfte 18. Jahrhundert Ehemaliges Gewächshaus, eingeschossiger und traufständiger Satteldachbau mit Mittelpavillon, frühes 19. Jahrhundert, Umbauten um 1900 Schlosswirtschaft, eingeschossiger und traufständiger Satteldachbau mit Zwerchgiebel und westlich anschließendem eingeschossigem Walmdachbau mit Schweifgiebeln, Putzgliederungen neubarock, um 1900 Brunnen, profilierter Brunnenpfeiler mit Figur einer Löwen, romanisch, wohl 12. Jahrhundert, Brunnen 19. Jahrhundert | D-3-62-000-936  | weitere Bilder                                                        |
| Schwalbenneststraße (Standort)                                                     | Brunnstube der Wasserleitung des ehemaligen Reichsstiftes St. Emmeram | Satteldachbau mit Quadermauern, 1199 erbaut, 1580 erneuert, 1937 renoviert, in Umfassungsmauer, Bruchstein, um 1580 | D-3-62-000-269  | Brunnstube der Wasserleitung des ehemaligen Reichsstiftes St. Emmeram |